# Dołczanka szafranowa

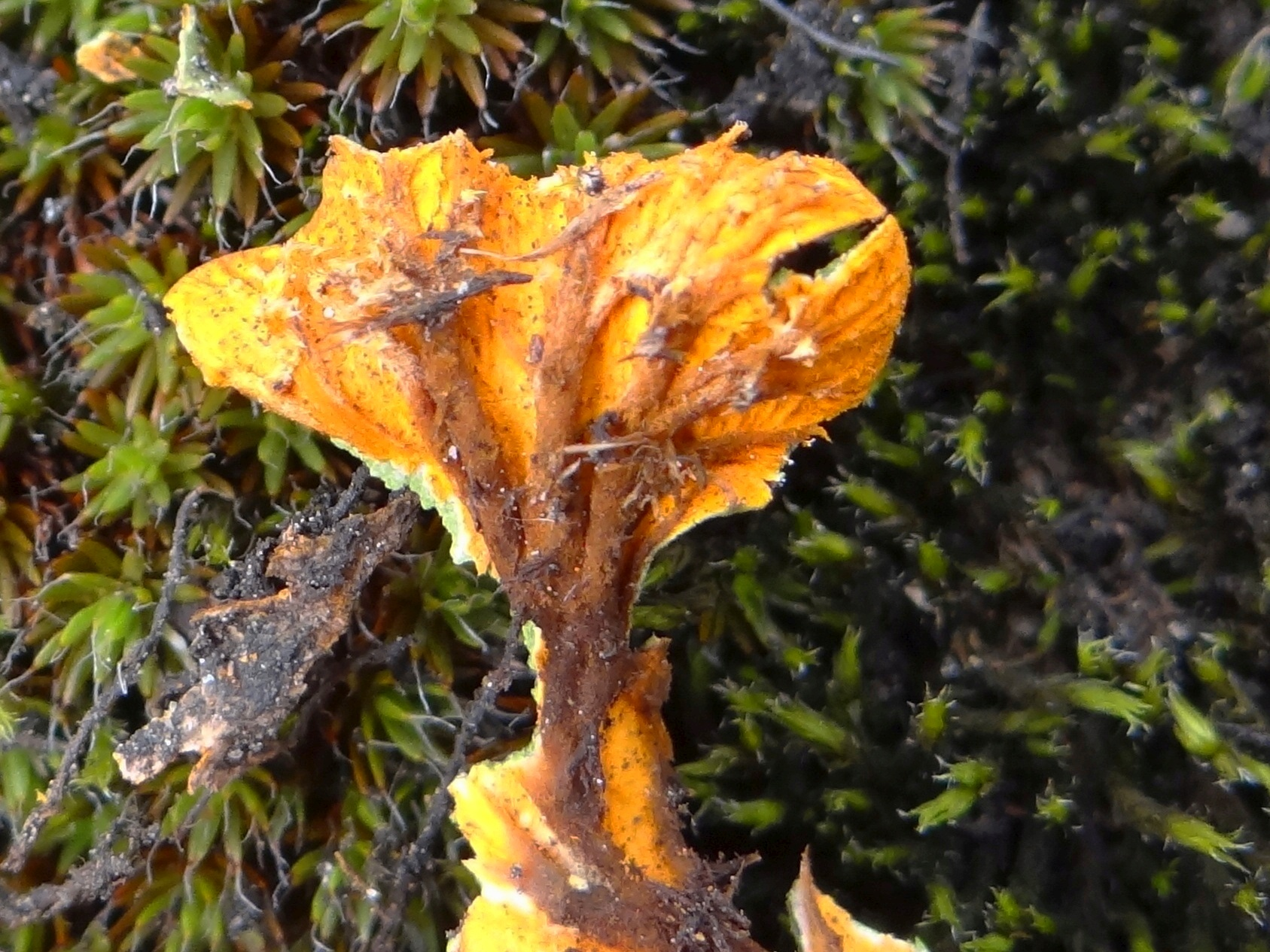
Dolna strona plechy (odcinek)

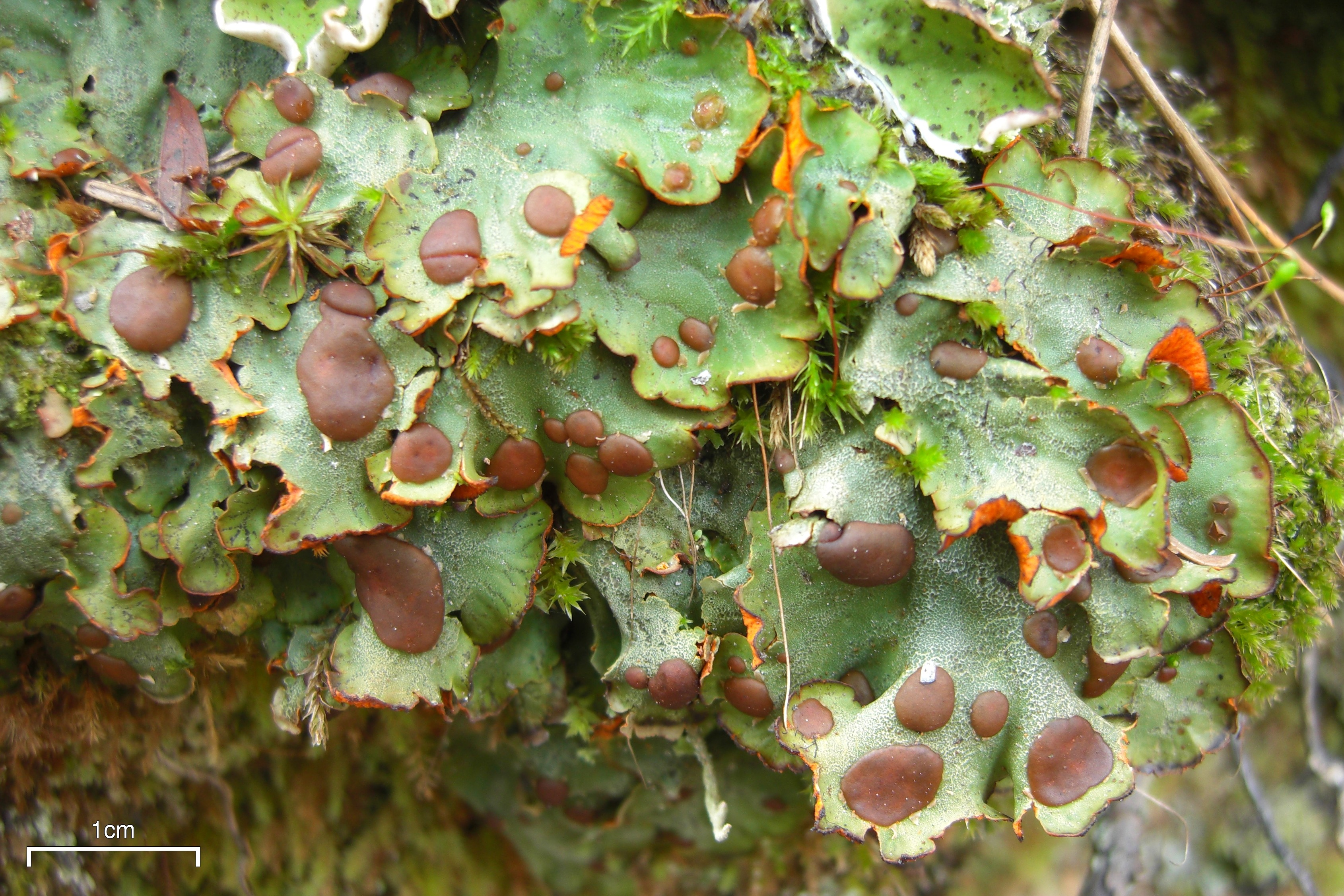
Okaz z owocnikami

Dołczanka szafranowa (Solorina crocea (L.) Ach.) – gatunek grzybów z rodziny pawężnicowatych (Peltigeraceae). Ze względu na współżycie z glonami zaliczany jest do porostów.

## Systematyka i nazewnictwo
Pozycja w klasyfikacji według Index Fungorum: Solorina, Peltigeraceae, Peltigerales, Lecanoromycetidae, Lecanoromycetes, Pezizomycotina, Ascomycota, Fungi.
Po raz pierwszy takson ten opisany został w 1770 r. przez Linneusza jako Lichen croceus. Obecną, uznaną przez Index Fungorum nazwę nadał mu w 1808 r. Erik Acharius. Synonimy nazwy naukowej:

- Arthonia crocea (L.) Ach. 1806
- Lichen croceus L. 1753
- Parmelia crocea (L.) Spreng. 1827
- Peltidea crocea (L.) Ach. 1803
- Peltigera crocea (L.) Hoffm. 1794

Nazwa polska według Krytycznej listy porostów i grzybów naporostowych Polski.

## Morfologia
Plecha listkowata, o kształcie rozetkowatym lub nieregularnym, głęboko wcinana, sztywna i krucha. Górna powierzchnia jest gładka, szarozielona lub brunatnozielona. Dolna powierzchnia intensywnie ceglastoczerwona i pilśniowata, z szerokimi i ciemniejszymi (brązowymi) żyłkami oraz chwytnikami. Odcinki plechy mają długość 1–4 cm i zaokrąglone końce, są wcinane i płaskie lub pofałdowane.
Plecha zawiera dwa gatunki fotobiontów: w górnej warstwie są to glony Coccomyxa, w dolnej glony Nostoc. Na górnej powierzchni przeważnie posiada owocniki. Mają brunatną barwę, są duże (nawet do 10 mm), płaskie i przylegające do plechy. Nie posiadają brzeżka. W jednym worku powstaje po 8 dwukomórkowych zarodników. Mają rozmiar 6–8 × 35–45 μm, ułożone są w jednym szeregu i oddzielone przegrodami. Mają jasno- lub ciemnobrązową barwę, i szorstką, prążkowaną powierzchnię.
Kwasy porostowe: kwas solorinowy.

## Występowanie i siedlisko
Na półkuli północnej dołczanka szafranowa jest szeroko rozprzestrzeniona; występuje w Ameryce Północnej, Europie i Azji, oraz na wielu wyspach. Na północy sięga po Grenlandię i archipelag Svalbard. Na półkuli południowej występuje tylko w Nowej Zelandii. W Polsce jest rzadka, występuje tylko w Karkonoszach i Tatrach. Znajduje się na Czerwonej liście roślin i grzybów Polski. Ma status CR – gatunek krytycznie zagrożony, w sytuacji na granicy wymarcia w stanie dzikim. W latach 2004–2014 znajdowała się na liście porostów ściśle chronionych, od 2014 r. skreślona została z tej listy, gdyż występuje wyłącznie na terenie parków narodowych, gdzie i tak z mocy prawa podlega ochronie.
W Polsce występuje tylko w wysokich górach. Rozwija się na ziemi, w szczelinach skalnych i wśród skał oraz na mchach.

## Gatunki podobne
Dzięki ceglastoczerwonej barwie dolnej strony plechy gatunek ten jest tak charakterystyczny, że praktycznie niemożliwy do pomylenia z innymi gatunkami występującymi w Polsce.